# Saint-Sigismond (Alta Saboia)
Saint-Sigismond é uma comuna francesa na região administrativa de Auvérnia-Ródano-Alpes, no departamento da Alta Saboia. Estende-se por uma área de 7.92 km². Em 2010 a comuna tinha 624 habitantes (densidade: 78,8 hab./km²).